# 6705 Rinaketty
6705 Rinaketty è un asteroide della fascia principale. Scoperto nel 1988, presenta un'orbita caratterizzata da un semiasse maggiore pari a 2,2216647 UA e da un'eccentricità di 0,1154358, inclinata di 1,64510° rispetto all'eclittica.